# Fussballclub Gossau 2008-2009
Questa voce raccoglie le informazioni riguardanti il Fussballclub Gossau nelle competizioni ufficiali della stagione 2008-2009.

## Stagione
Nella stagione 2008-2009 il Gossau, allenato da Vlado Nogić, Werner Zünd e Hans Kodric, concluse il campionato di Challenge League al 16º posto. In Coppa Svizzera il Gossau fu eliminato agli ottavi di finale dallo Young Boys.

## Rosa
| N. |                      | Ruolo | Calciatore         |
| -- | -------------------- | ----- | ------------------ |
| 1  | Serbia (bandiera)    | P     | Darko Damjanovic   |
| 2  | Argentina (bandiera) | C     | Jorge Fernández    |
| 3  | Svizzera (bandiera)  | D     | Philip Züger       |
| 4  | Svizzera (bandiera)  | D     | Dominique Longo    |
| 5  | Svizzera (bandiera)  | D     | Fabio Zancanaro    |
| 6  | Svizzera (bandiera)  | D     | Sandro Foschini    |
| 7  | Svizzera (bandiera)  | A     | Luca Dimita        |
| 8  | Svizzera (bandiera)  | C     | Marcel Zaugg       |
| 9  | Kosovo (bandiera)    | D     | Ifraim Alija       |
| 10 | Svizzera (bandiera)  | C     | Cyril Schiendorfer |
| 11 | Croazia (bandiera)   | C     | Mato Bajusic       |
| 11 | Slovenia (bandiera)  | A     | Ljubisa Strbac     |
| 12 | Croazia (bandiera)   | C     | Mladen Vidovic     |
| 12 | Francia (bandiera)   | A     | Olivier Boumelaha  |
| 13 | Italia (bandiera)    | C     | Mario Bigoni       |
| 14 | Svizzera (bandiera)  | C     | Michel Avanzini    |

| N. |                                 | Ruolo | Calciatore       |
| -- | ------------------------------- | ----- | ---------------- |
| 14 | Svizzera (bandiera)             | A     | Roger Gmünder    |
| 15 | Slovenia (bandiera)             | A     | Tomislav Mišura  |
| 16 | Bosnia ed Erzegovina (bandiera) | D     | Velimir Vidić    |
| 17 | Svizzera (bandiera)             | D     | Marc Lütolf      |
| 18 | Svizzera (bandiera)             | P     | Adrian Harder    |
| 18 | Svizzera (bandiera)             | P     | Florian Wehrli   |
| 19 | Serbia (bandiera)               | C     | Begat Bushati    |
| 20 | Svizzera (bandiera)             | A     | Vincenzo Zinna   |
| 21 | Svizzera (bandiera)             | A     | Fabio Klingler   |
| 22 | Svizzera (bandiera)             | P     | Roman Meiler     |
| 23 | Svizzera (bandiera)             | D     | Alessandro Maier |
| 24 | Svizzera (bandiera)             | A     | Ali Özcakmak     |
|    | Svizzera (bandiera)             | D     | Samuel Haas      |
|    | Svizzera (bandiera)             | C     | Kevin Betz       |
|    | Svizzera (bandiera)             | C     | Sherom Ullmann   |

## Organigramma societario
Area tecnica
- Allenatore: Hans Kodric, Vlado Nogić
- Allenatore in seconda:
- Preparatore dei portieri:
- Preparatori atletici:

## Calciomercato

### Sessione estiva
| Acquisti | Acquisti          | Acquisti     | Acquisti |
| R.       | Nome              | da           | Modalità |
| -------- | ----------------- | ------------ | -------- |
| C        | Fabio Digenti     | Winterthur   |          |
| D        | Virgile Boumelaha | Delémont     |          |
| A        | Olivier Boumelaha | Al-Ahli      |          |
| A        | Luca Dimita       | Locarno      |          |
| D        | Sandro Foschini   | Lucerna      |          |
| A        | Fabio Klingler    | Grasshoppers |          |
| D        | Dominique Longo   | San Gallo    |          |
| A        | Tomislav Mišura   | Wil          |          |
| D        | Fabio Zancanaro   | Wil          |          |
| A        | Vincenzo Zinna    | Altach       |          |

| Cessioni | Cessioni                | Cessioni          | Cessioni |
| R.       | Nome                    | a                 | Modalità |
| -------- | ----------------------- | ----------------- | -------- |
| D        | Diego Büchel            | Yverdon           |          |
| C        | Ralph Bühler            | Sirnach           |          |
| A        | Safet Etemi             | Sciaffusa         |          |
| A        | Zahir Idrizi            | Wohlen            |          |
| P        | Tobias Sutter           | Kreuzlingen       |          |
| D        | Jean-Pierre Tcheutchoua | Concordia Basilea |          |
| A        | Anes Zverotic           | Tuggen            |          |

### Sessione invernale
| Acquisti | Acquisti           | Acquisti  | Acquisti |
| R.       | Nome               | da        | Modalità |
| -------- | ------------------ | --------- | -------- |
| D        | Alessandro Maier   | San Gallo |          |
| C        | Michel Avanzini    | San Gallo |          |
| C        | Cyril Schiendorfer | Wohlen    |          |

| Cessioni | Cessioni          | Cessioni  | Cessioni |
| R.       | Nome              | a         | Modalità |
| -------- | ----------------- | --------- | -------- |
| C        | Thomas Knöpfel    | San Gallo |          |
| D        | Virgile Boumelaha | Grenchen  |          |

## Risultati

### Challenge League

#### Andata
| Arbitro: | Rogalla |

|                                |           |  |
| Foschini 59’ (rig.) Mišura 63’ | Marcatori |  |

| Arbitro: | Speranda |

|                          |           |           |
| Christen 45’ Lezcano 56’ | Marcatori | 17’ Alija |

| Gossau 9 agosto 2008, ore 18:30 CEST 3ª giornata | Gossau | 0 – 0 referto | Losanna | Sportanlage Buechenwald (650 spett.)\| Arbitro: \| Amhof \| |
| Arbitro:                                         | Amhof  |               |         |                                                             |

| Arbitro: | Devouge |

|                                                     |           |  |
| Rennella 13’ Valente 19’ Silva 21’ Alija 81’ (aut.) | Marcatori |  |

| Arbitro: | Kever |

|  |           |               |
|  | Marcatori | 48’ Šimunovič |

| Arbitro: | Lanfranchi |

|              |           |                        |
| Miéville 67’ | Marcatori | 5’, 25’, 29’ Boumelaha |

| Arbitro: | Wermelinger |

|  |           |           |
|  | Marcatori | 84’ Bieli |

| Arbitro: | Zimmermann |

|  |           |             |
|  | Marcatori | 38’ Fermino |

| Arbitro: | Speranda |

|                                       |           |             |
| César 12’, 84’ Scarione 48’ Moser 82’ | Marcatori | 67’ Knöpfel |

| Arbitro: | Bieri |

|                                                             |           |  |
| Ademi 22’ (rig.) Stamm 54’ Nganga 63’ Etemi 77’ Todisco 85’ | Marcatori |  |

| Arbitro: | Laperrière |

|          |           |                                  |
| Alija 3’ | Marcatori | 32’ Garat 78’ Winter 90’ Merenda |

| Arbitro: | Studer |

|              |           |               |
| Biscotte 65’ | Marcatori | 52’ Boumelaha |

| Arbitro: | Grossen |

|              |           |                              |
| Foschini 10’ | Marcatori | 22’ Madou 59’, 65’ Schneuwly |

| Arbitro: | Zimmermann |

|                                |           |                                            |
| Senger 48’, 90’ Frigomosca 75’ | Marcatori | 71’ Alija 73’, 81’ Mišura 90’ Schiendorfer |

| Arbitro: | Wermelinger |

|  |           |                                       |
|  | Marcatori | 21’ Pont 65’ Schneider 90’ Vitkieviez |

#### Ritorno
| Gossau 28 marzo 2009, ore 16:30 CET 16ª giornata | Gossau    | 0 – 0 referto | Wil | Sportanlage Buechenwald (600 spett.)\| Arbitro: \| Jaccottet \| |
| Arbitro:                                         | Jaccottet |               |     |                                                                 |

| Arbitro: | Jaccottet |

|                      |           |                  |
| Boughanem 40’ (rig.) | Marcatori | 27’ Schiendorfer |

| Arbitro: | Bieri |

|  |           |             |
|  | Marcatori | 40’ Valente |

| Arbitro: | Wermelinger |

|                          |           |            |
| Lüscher 59’ Sprunger 86’ | Marcatori | 26’ Strbac |

| Arbitro: | Rogalla |

|                |           |                              |
| Alija 28’, 56’ | Marcatori | 44’ Langlet 70’, 90’ Machado |

| Arbitro: | Graf |

|                       |           |            |
| Bieli 30’ Morello 79’ | Marcatori | 75’ Mišura |

| Arbitro: | Wermelinger |

|                                       |           |                   |
| Doudin 55’ de Azevedo 74’ (rig.), 89’ | Marcatori | 77’ (rig.) Strbac |

| Arbitro: | Winter |

|                                                 |           |                                 |
| Mišura 10’ Zancanaro 27’ Klingler 54’ Alija 65’ | Marcatori | 14’, 50’ Blumer 88’ Kukuruzović |

| Arbitro: | Speranda |

|                   |           |  |
| Strbac 50’ (rig.) | Marcatori |  |

| Arbitro: | Devouge |

|                                                     |           |                  |
| Dabo 22’ Garat 34’ Hämmerli 56’ Costanzo 72’ (rig.) | Marcatori | 12’ (aut.) Garat |

| Arbitro: | Wermelinger |

|  |           |                                                    |
|  | Marcatori | 20’ Oppliger 24’ N'Dzomo 33’ Sejmenović 89’ Büchel |

| Arbitro: | Hänni |

|                                       |           |              |
| Chatton 26’ Madou 59’, 81’ Dussin 80’ | Marcatori | 26’ Avanzini |

| Arbitro: | Gremaud |

|                |           |  |
| Idrizi 1’, 68’ | Marcatori |  |

| Arbitro: | Graf |

|  |           |                                       |
|  | Marcatori | 19’, 40’ Giménez 63’ Senger 90’ Ciana |

| Arbitro: | Speranda |

|                                                   |           |  |
| Braizat 16’, 27’ Tréand 50’ (rig.) Vitkieviez 57’ | Marcatori |  |

### Coppa Svizzera
| 20 settembre 2008, ore 16:00 CEST Primo turno | Thalwil | 1 – 3 | Gossau |  |

| 18 ottobre 2008, ore 15:00 CEST Secondo turno | Seefeld | 1 – 3 | Gossau |  |

| 10 dicembre 2008, ore 19:00 CET Ottavi di finale | Young Boys | 1 – 0 | Gossau |  |

## Statistiche

### Statistiche di squadra
| Competizione     | Punti | In casa | In casa | In casa | In casa | In casa | In casa | In trasferta | In trasferta | In trasferta | In trasferta | In trasferta | In trasferta | Totale | Totale | Totale | Totale | Totale | Totale | DR  |
| Competizione     | Punti | G       | V       | N       | P       | Gf      | Gs      | G            | V            | N            | P            | Gf           | Gs           | G      | V      | N      | P      | Gf     | Gs     | DR  |
| ---------------- | ----- | ------- | ------- | ------- | ------- | ------- | ------- | ------------ | ------------ | ------------ | ------------ | ------------ | ------------ | ------ | ------ | ------ | ------ | ------ | ------ | --- |
| Challenge League | 19    | 15      | 3       | 2       | 10      | 11      | 27      | 15           | 2            | 2            | 11           | 16           | 42           | 30     | 5      | 4      | 21     | 27     | 69     | -42 |
| Coppa Svizzera   | -     | 0       | 0       | 0       | 0       | 0       | 0       | 3            | 2            | 0            | 1            | 6            | 3            | 3      | 2      | 0      | 1      | 6      | 3      | +3  |
| Totale           | 19    | 15      | 3       | 2       | 10      | 11      | 27      | 18           | 4            | 2            | 12           | 22           | 45           | 33     | 7      | 4      | 22     | 33     | 72     | -39 |

### Andamento in campionato
| Giornata  | 1 | 2 | 3 | 4  | 5  | 6  | 7  | 8  | 9  | 10 | 11 | 12 | 13 | 14 | 15 | 16 | 17 | 18 | 19 | 20 | 21 | 22 | 23 | 24 | 25 | 26 | 27 | 28 | 29 | 30 |
| --------- | - | - | - | -- | -- | -- | -- | -- | -- | -- | -- | -- | -- | -- | -- | -- | -- | -- | -- | -- | -- | -- | -- | -- | -- | -- | -- | -- | -- | -- |
| Luogo     | C | T | C | T  | C  | T  | C  | C  | T  | T  | C  | T  | C  | T  | C  | C  | T  | C  | T  | C  | T  | T  | C  | C  | T  | C  | T  | T  | C  | T  |
| Risultato | V | P | N | P  | P  | V  | P  | P  | P  | P  | P  | N  | P  | V  | P  | N  | N  | P  | P  | P  | P  | P  | V  | V  | P  | P  | P  | P  | P  | P  |
| Posizione | 4 | 7 | 8 | 11 | 13 | 10 | 12 | 13 | 13 | 14 | 15 | 14 | 15 | 14 | 16 | 16 | 15 | 16 | 16 | 16 | 16 | 16 | 15 | 15 | 15 | 16 | 16 | 16 | 16 | 16 |

Legenda:

Luogo: C = Casa; T = Trasferta. Risultato: V = Vittoria; N = Pareggio; P = Sconfitta.

### Statistiche dei giocatori
| I. Alija        | 26 | 6 | 5 | 1 |
| M. Avanzini     | 13 | 1 | 2 | 0 |
| M. Bajusic      | 0  | 0 | 0 | 0 |
| K. Betz         | 1  | 0 | 0 | 0 |
| M. Bigoni       | 21 | 0 | 3 | 0 |
| O. Boumelaha    | 9  | 4 | 3 | 0 |
| V. Boumelaha    | 4  | 0 | 0 | 0 |
| B. Bushati      | 15 | 0 | 1 | 0 |
| D. Damjanovic   | 29 | 0 | 4 | 0 |
| F. Digenti      | 2  | 0 | 0 | 0 |
| L. Dimita       | 6  | 0 | 1 | 0 |
| J. Fernández    | 21 | 0 | 4 | 0 |
| S. Foschini     | 28 | 2 | 2 | 0 |
| R. Gmünder      | 0  | 0 | 0 | 0 |
| S. Haas         | 4  | 0 | 2 | 0 |
| A. Harder       | 1  | 0 | 0 | 0 |
| F. Klingler     | 25 | 1 | 6 | 1 |
| T. Knöpfel      | 13 | 1 | 7 | 0 |
| D. Longo        | 25 | 0 | 7 | 0 |
| M. Lütolf       | 22 | 0 | 5 | 0 |
| A. Maier        | 11 | 0 | 3 | 0 |
| R. Meiler       | 0  | 0 | 0 | 0 |
| T. Mišura       | 26 | 5 | 6 | 1 |
| C. Schiendorfer | 13 | 2 | 0 | 0 |
| L. Strbac       | 15 | 3 | 4 | 0 |
| S. Ullmann      | 1  | 0 | 0 | 0 |
| V. Valmir       | 4  | 0 | 0 | 0 |
| V. Vidić        | 12 | 0 | 6 | 0 |
| M. Vidovic      | 11 | 0 | 1 | 0 |
| F. Wehrli       | 0  | 0 | 0 | 0 |
| F. Zancanaro    | 15 | 1 | 2 | 0 |
| M. Zaugg        | 15 | 0 | 0 | 0 |
| V. Zinna        | 11 | 0 | 5 | 0 |
| P. Züger        | 11 | 0 | 2 | 0 |
| A. Özcakmak     | 5  | 0 | 1 | 0 |